# Alp Devils 2019
Questa voce raccoglie le informazioni riguardanti gli Alp Devils nelle competizioni ufficiali della stagione 2019.

## 1. Slovenska liga ameriškega nogometa 2019

### Stagione regolare
| Maribor 21 settembre 2019, ore 13:30 | Domžale Tigers | 22 – 6 | Alp Devils | Športni Park Tabor |

| Rateče 28 settembre 2019                         | Murska Sobota Storks | 18 – 0 | Alp Devils | Nordijski center Planica |
| Gerič ( TD ) Gerič ( TD ) Kocan ( TD ) Marcatori |                      |        |            |                          |
|                                                  |                      |        |            |                          |
| Gerič (TD) Gerič (TD) Kocan (TD)                 | Marcatori            |        |            |                          |

| Bakovci 12 ottobre 2019 | Alp Devils | 14 – 27 | Maribor Generals | Nogometni Stadion |

### Playoff
| Domžale 23 novembre 2019, ore 17:00 | Murska Sobota Storks | - – - (annullata) | Alp Devils | Športni Park |

## Statistiche di squadra
| Competizione      | %Vittorie | In casa | In casa | In casa | In casa | In casa | In casa | In trasferta | In trasferta | In trasferta | In trasferta | In trasferta | In trasferta | Totale | Totale | Totale | Totale | Totale | Totale |
| Competizione      | %Vittorie | G       | V       | N       | P       | Pf      | Ps      | G            | V            | N            | P            | Pf           | Ps           | G      | V      | N      | P      | Pf     | Ps     |
| ----------------- | --------- | ------- | ------- | ------- | ------- | ------- | ------- | ------------ | ------------ | ------------ | ------------ | ------------ | ------------ | ------ | ------ | ------ | ------ | ------ | ------ |
| Stagione regolare | .000      | 1       | 0       | 0       | 1       | 14      | 27      | 2            | 0            | 0            | 2            | 6            | 40           | 3      | 0      | 0      | 3      | 20     | 67     |
| Totale            | .000      | 1       | 0       | 0       | 1       | 14      | 27      | 2            | 0            | 0            | 2            | 6            | 40           | 3      | 0      | 0      | 3      | 20     | 67     |